# Heterobelba spinitecta
Heterobelba spinitecta är en kvalsterart som beskrevs av Sandór Mahunka 1983. Heterobelba spinitecta ingår i släktet Heterobelba och familjen Heterobelbidae. Inga underarter finns listade i Catalogue of Life.